# Ventura García Calderón
Ventura García-Calderón Rey (París, 23 de febrero de 1886-París, 27 de octubre de 1959) fue un escritor, diplomático y crítico peruano. Residió la mayor parte de su vida en París y buena parte de su obra está escrita en francés. Fue, por tanto, un escritor bilingüe. Como tal se desenvolvió bajo el influjo modernista y perteneció a la Generación del 900 o arielista, de la que también formaban parte su hermano Francisco García-Calderón Rey,  José Gálvez Barrenechea, Víctor Andrés Belaunde y sobre todo, José de la Riva-Agüero y Osma, entre otros. Destacó en variados géneros literarios, pero muy especialmente en el cuento, siendo su obra más representativa su colección titulada La venganza del cóndor. Son notables también sus poesías y crónicas. Pero más amplia y fructífera fue su labor como crítico y antologista de la literatura de su país y de América Latina.

## Biografía
Fue hijo de Francisco García-Calderón Landa, presidente provisional del Perú durante la guerra del Pacífico, y de Carmen Rey Basadre. Su padre había sido apresado por las autoridades chilenas de ocupación y desterrado a Chile en 1881 por negarse a realizar la paz con cesión territorial; tras la firma del Tratado de Ancón en 1883 fue liberado con la condición de no volver al Perú inmediatamente, por lo que se trasladó a Europa junto con su familia. Fue por esas circunstancias que Ventura nació en París. 
En julio de 1886 su familia retornó al Perú; Ventura tenía apenas seis meses de nacido. Inició sus estudios escolares en el Colegio de la Recoleta, en Lima (1891-1901), donde tuvo por compañeros a José de la Riva-Agüero y Osma, entre otros grandes aristócratas peruanos. En 1903 ingresó a la Universidad Nacional Mayor de San Marcos, donde siguió las carreras de Letras, Ciencias Políticas y Administrativas, y Derecho, pero no llegó a culminar los ciclos respectivos porque a la muerte de su padre, en 1905, su familia decidió establecerse en Francia. A partir de entonces, residió en Europa, con excepción de algunos breves retornos al Perú, y un par de años de residencia en Brasil.
Se desempeñó como canciller del consulado peruano en París (1906-1910) y luego en Londres (1911). Se asoció en Francia con Charles Maurras y el movimiento monarquista de la Acción francesa. Regresó a Lima en 1909, donde se vivía la conmoción producida por las sentencias dictadas a los presuntos implicados en la intentona golpista de 1909 contra el primer gobierno de Augusto Leguía. Renunció a su cargo como protesta por la prisión de José de la Riva-Agüero y Osma, y encabezó las manifestaciones estudiantiles en contra del gobierno. Aprovechó su estancia en el Perú hasta 1911 para viajar a la sierra, en busca de minas de plata, experiencia rica en episodios que tiempo después le sirvió para forjar sus cuentos peruanos.
En 1912 regresó a Europa, retomando su carrera diplomática como segundo secretario de la Legación del Perú en Madrid (1914-1916), y posteriormente secretario y luego encargado de negocios en Bélgica (1916-1921), y como tal, cónsul peruano en El Havre.
En 1921, al poco tiempo de ser nombrado Jefe de la Oficina de Propaganda del Perú en París, renunció a su cargo por divergencias con el gobierno peruano, que nuevamente estaba presidido por Leguía (Oncenio). En París se dedicó a las tareas literarias como redactor de la página extranjera del diario Comoedia, director de la editorial Excelsior, y colaborador de numerosas publicaciones de Argentina, Venezuela, México y Cuba.
Tras el derrocamiento de Leguía en 1930, fue designado delegado del Perú ante la Sociedad de las Naciones, cargo que desempeñó hasta 1938 con algunas interrupciones. Ocupó también las funciones de ministro plenipotenciario del Perú en Brasil (1932-1933), Polonia (1935), Bélgica (1935-1939), Francia (1940), Portugal (1941) y Suiza (1941-1945).
En febrero de 1949 regresó al Perú por última vez, pero en diciembre del mismo año retornó a París, al haber sido nombrado delegado permanente del Perú en la Unesco, ejerciendo esta misión hasta su muerte ocurrida luego de haber sufrido un ataque de hemiplejia.

## Características de sus obras
Su obra, que se enmarca estilísticamente en el Modernismo, consiste mayormente en cuentos. Algunos (sobre todo los iniciales) son de ambiente cosmopolita y carácter decadente. La mayoría, sin embargo,  fueron ambientados en el Perú y sobre todo en la región andina, inspirados en sus viajes a las regiones de su país. Algunos títulos son: El alfiler, La venganza del cóndor, ¡Murió en su ley!, Coca, El despenador y Los cañaverales. Poseen un cuidado estilo y penetración psicológica y gustan tratar temas sombríos y violentos, fantásticos y de intriga. Destacan también por su precisión descriptiva.
Si bien sus cuentos poseen abundante imaginación y una muy buena técnica, se le ha criticado su desconocimiento de la realidad del interior del Perú y su visión prejuiciosa sobre los indígenas, a los cuales describe de manera pintoresca, tratándolos, según parece, como seres inferiores, mientras que, tomando el rol de narrador, expone de manera explícita la superioridad del mundo occidental que representa. Cabe señalar que dicha crítica negativa nace, más que del análisis meticuloso de su obra, de la animadversión hacia su persona, por su origen mesocrático y su ideología conservadora. Es significativo, por ejemplo, que José Carlos Mariátegui (escritor y crítico peruano marxista) no le dedique un espacio en su ensayo sobre la literatura peruana incluido en su obra cumbre, los Siete ensayos…, publicado en 1928, cuando ya Ventura era una figura reconocida en el campo literario, no solo en el Perú, sino a nivel mundial. El error de estos críticos, radica en que, tratándose de ficciones literarias, no se puede exigir que las descripciones o los personajes se «ajusten a la realidad», más aún, cuando el autor enfoca los temas desde un aspecto estético antes que sociológico, como es de esperar en un escritor modernista cultivador del exotismo.
Al margen de dicha crítica «sociologizante», Ventura obtuvo en vida un gran reconocimiento y fue probablemente, fuera del Perú, el escritor peruano más famoso de su tiempo. Un grupo de escritores peruanos, franceses, belgas y españoles presentó su candidatura para el Premio Nobel de Literatura en 1934. Asimismo, quiso la Academia Francesa incorporarlo como miembro, pero el escritor no aceptó cumplir el requisito previo de renunciar a su nacionalidad peruana; no obstante, dicha Academia le otorgó la medalla de oro en 1948. Por su parte, la Real Academia de Lengua y Literatura Francesa de Bélgica lo incorporó como miembro de número, el 10 de junio de 1939.

## Obras literarias
Ventura fue un escritor que abarcó una variedad de géneros literarios: cuento, teatro, poesía, novela, ensayo, crónica y crítica literaria. Fue asimismo antologista de la literatura del Perú y de Hispanoamérica. Muchos de sus obras fueron escritos directamente en el francés. Fue, pues, un escritor bilingüe, que dominó ambas lenguas con igual maestría y soltura. La mayor parte de sus relatos han sido traducidos a numerosos idiomas contemporáneos: el alemán, el italiano, el inglés, el ruso y el francés. Su Obra literaria selecta fue publicada por la Biblioteca Ayacucho (Caracas, 1989), con prólogo de Luis Alberto Sánchez. Asimismo, su Narrativa completa se publicó en dos tomos en la colección Obras esenciales, editada por Ricardo Silva-Santisteban (Pontificia Universidad Católica del Perú, 2011).

### Cuentos
Narrador de viva imaginación y elegante estilo, publicó los siguientes libros de cuentos:
- Dolorosa y desnuda realidad (1914).
- La venganza del cóndor (1924 y 1948), traducido al francés, alemán, italiano, inglés, ruso, polaco, sueco y yugoslavo. De esta colección forman parte los cuentos La venganza del cóndor, Coca, Fue en el Perú, La llama blanca y Yacu-Mama, entre otros.
- Danger de mort o Peligro de muerte (1926).
- Si Loti hubiera venido (1926), traducido al francés (1927), donde narra un viaje imaginario al Perú realizado por el novelista francés Pierre Loti.
- Couleur de sang o Color de sangre (1931). Premio Heredia de la Academia Francesa.
- Virages (1933).
- Cuentos peruanos (1952).

### Poesía
Como poeta se desenvolvió bajo el influjo del modernismo, aunque su producción fue breve y se destacó sobre todo como un buen versificador. Probó el metro alejandrino y destacó en el endecasílabo. Sus primeras composiciones aparecieron en el Parnaso Peruano, firmadas bajo el seudónimo de Jaime Landa.
Luego publicó Cantilenas (París, 1920), libro de poesías y prosas líricas. Años después, publicó un pequeño volumen de prosas poéticas que supuestamente eran una traducción de los Rubaiyat del poeta persa Omar Jayam (Costa Rica, 1925).

### Dramas
- Holofernes (París, 1931), drama sincopado.
- Ella y yo (Lima 1955).
- La vie est-elle un songe? (París, 1958).
- La Perricholi (París, 1959).

### Ensayos y crónicas
Fue un cronista elegante y un investigador acucioso. «Sus incansables lecturas y sus contemplaciones de la naturaleza se transforman, bajo su pluma de apasionado orfebre, en amenas estampas, en agudas reflexiones, en finos y sugestivos comentarios… En cada libro suyo no sabemos si admirar la frase dúctil y armoniosa o la idea radiante y original».
Mencionamos algunos de ellos:
- Frívolamente (1908), colección de crónicas sobre la vida de París de principios del siglo XX.[13]
- Une enquête littéraire: Don Quichotte á Paris et dans les tranchées (1916).
- Bajo el clamor de las sirenas (1919).
- Semblanzas de América (1920).
- En la verbena de Madrid (1920)
- El nuevo idioma castellano (1924).
- Sonrisas de París (1926)
- Aguja de marear (1936).
- Vale un Perú (1939).
- Instantes del Perú (1941).
- Cette France que nous aimons (1945). Traducido al castellano por María del Pilar Zuazo Mantilla como La Francia que amamos (2012).

### Ensayos críticos de la literatura peruana
Sus ensayos críticos sobre la evolución de la literatura peruana son agudos y sugerentes:
- Del romanticismo al modernismo (1910).
- La literatura peruana 1535-1914 (1914).
- Nosotros (1946).

En lo que respecta a la literatura hispanoamericana, cabe mencionar su Esquema de la literatura uruguaya (1917).
Se le ha criticado que en sus estudios de la literatura peruana no mencione a algunas importantes figuras; ello se debe quizás a su excesivo rigor o pasión.

### Como antologador
A través de certeras antologías, contribuyó a difundir las obras de autores peruanos e hispanoamericanos, por lo que fue llamado «el embajador de las letras».
- Parnaso peruano (1910 y 1915).
- Los mejores cuentos americanos (1924)
- Récits de la vie américaine (1925).

También antologó páginas escogidas del Inca Garcilaso de la Vega, Ricardo Palma, Manuel González Prada, Rubén Darío. Pero destacan muy especialmente los trece volúmenes en doce tomos de la Biblioteca de Cultura Peruana, editada bajo los auspicios del presidente Óscar R. Benavides (1938) y en la que colaboraron historiadores como Raúl Porras Barrenechea y Jorge Basadre.